# Tachi dori
Ne doit pas être confondu avec Tantō dori.
Dans les arts martiaux, les tachi dori sont des techniques de défense contre un adversaire armé d'un sabre. Elles sont particulièrement étudiées en aïkido et en karaté de style Wadō-ryū.